# Pfarrhaus Aufkirchen (Egenhofen)

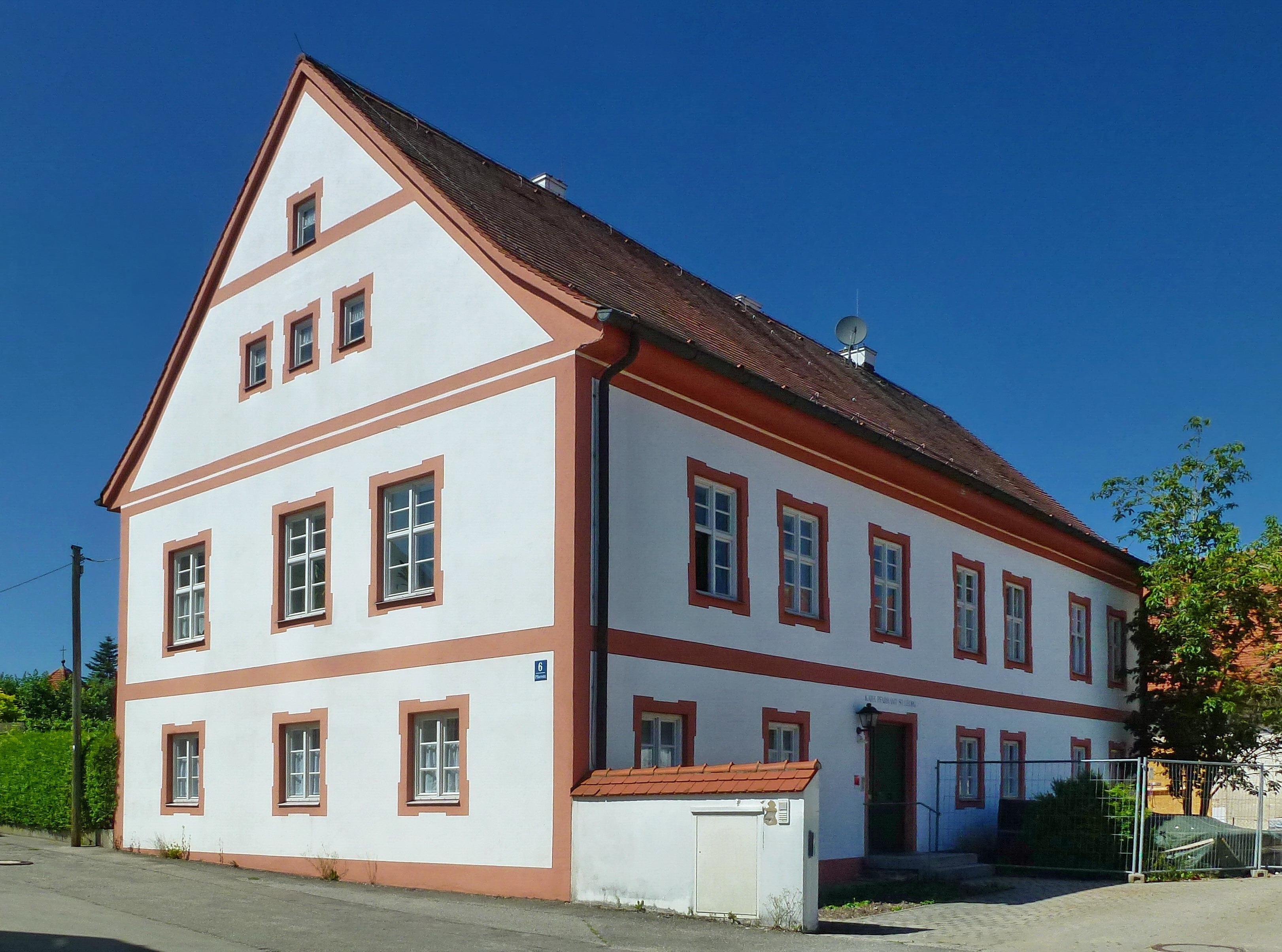
Pfarrhaus in Aufkirchen

Das Pfarrhaus in Aufkirchen, einem Gemeindeteil von Egenhofen im oberbayerischen Landkreis Fürstenfeldbruck, wurde um 1732/34 errichtet. Der Bau ist aber im Kern älter. Das Pfarrhaus östlich der Pfarrkirche St. Georg an der Pfarrstraße 6 ist ein geschütztes Baudenkmal.
Der zweigeschossige siebenachsige Putzbau mit Satteldach besitzt noch Ausstattungsstücke aus der Barockzeit.
Nördlich des Pfarrhauses steht die ehemalige Pfarrökonomie.